# 요아니스 마니아티스
요아니스 마니아티스(그리스어: Γιάννης Μανιάτης, 1986년 10월 12일 ~)는 그리스의 전 축구 선수이다.